# Wapi Pathum (huyện)
Wapi Pathum (tiếng Thái: วาปีปทุม) là một huyện (amphoe) của tỉnh Maha Sarakham, đông bắc Thái Lan.

## Địa lý
Các huyện giáp ranh (từ phía nam theo chiều kim đồng hồ) là Na Dun, Na Chueak, Borabue, Mueang Maha Sarakham và Kae Dam của tỉnh Maha Sarakham, Si Somdet, Chaturaphak Phiman, Kaset Wisai và Pathum Rat của tỉnh Roi Et.

## Hành chính
Huyện này được chia thành 15 phó huyện (tambon), các đơn vị này lại được chia ra thành 240 làng (muban). Nong Saeng là một thị trấn (thesaban tambon) nằm trên một phần của the tambon Nong Saeng. Có 15 Tổ chức hành chính tambon.
| STT | Tên               | Tên tiếng Thái | Số làng | Dân số |  |
| --- | ----------------- | -------------- | ------- | ------ |  |
| 1.  | Nong Saeng        | หนองแสง        | 28      | 19.928 |  |
| 2.  | Kham Pom          | ขามป้อม         | 16      | 6.801  |  |
| 3.  | Suea Kok          | เสือโก้ก         | 19      | 10.582 |  |
| 4.  | Dong Yai          | ดงใหญ่          | 16      | 5.064  |  |
| 5.  | Pho Chai          | โพธิ์ชัย          | 12      | 4.504  |  |
| 6.  | Hua Ruea          | หัวเรือ          | 21      | 10.506 |  |
| 7.  | Khaen             | แคน            | 17      | 6.897  |  |
| 8.  | Ngua Ba           | งัวบา           | 19      | 7.986  |  |
| 9.  | Na Kha            | นาข่า           | 16      | 8.860  |  |
| 10. | Ban Wai           | บ้านหวาย        | 17      | 7.485  |  |
| 11. | Nong Hai          | หนองไฮ         | 17      | 7.883  |  |
| 12. | Pracha Phatthana  | ประชาพัฒนา      | 11      | 4.618  |  |
| 13. | Nong Thum         | หนองทุ่ม         | 10      | 4.021  |  |
| 14. | Nong Saen         | หนองแสน        | 10      | 4.507  |  |
| 15. | Khok Si Thonglang | โคกสีทองหลาง    | 11      | 4.327  |  |